# Macrovalsaria leonensis
Macrovalsaria leonensis är en svampart som först beskrevs av Deighton, och fick sitt nu gällande namn av Franz Petrak 1962. Macrovalsaria leonensis ingår i släktet Macrovalsaria, klassen Dothideomycetes, divisionen sporsäcksvampar och riket svampar.   Inga underarter finns listade i Catalogue of Life.